# Born (Radevormwald)
Born ist eine Hofschaft in Radevormwald im Oberbergischen Kreis im Regierungsbezirk Köln in Nordrhein-Westfalen (Deutschland).
Born gehört dem Radevormwalder Gemeindewahlbezirk 182 an, der insgesamt 471 Einwohner umfasst.

## Lage und Beschreibung
Der Ort liegt im Nordosten des Stadtgebiets unmittelbar an der Stadtgrenze zu Breckerfeld nahe der Ennepetalsperre. Weitere Nachbarorte sind Hinüber, Wellershausen und Böckel (Ennepetal). Der Ort ist über eine Zufahrtsstraße von der Kreisstraße 10 zu erreichen, die bei Winklenburg abzweigt und über Neuenhaus, Im Busch und Hinüber verläuft.
Politisch wird der Ort durch den Direktkandidaten des Wahlbezirks 180 im Rat der Stadt Radevormwald vertreten.

## Geschichte
Born wurde 1469 zum ersten Mal urkundlich erwähnt, die Schreibweise war „Neder-Borne“ und „Over-Borne“. Die Erwähnung erfolgte in einer Urkunde, in der der Herzog Gerhard von Jülich-Berg einem Rutger Haken den Mahlzwang über 22 Häuser bei Radevormwald verleiht. (P.A. Heuser: Stadt und Pfarrei Radevormwald 1990)